# Vérargues
Vérargues korábbi község Franciaországban, Hérault megyében. Lakosainak száma 748 fő (2018. január 1.). Vérargues Lunel-Viel, Saint-Christol, Saint-Sériès és Saturargues községekkel határos.
2019. január 1-jén Saint-Christol korábbi községgel egyesült és az így létrejött Entre-Vignes új község része lett.

## Népesség
A település népessége az elmúlt években az alábbi módon változott:
| Lakosok száma | 308  | 348  | 291  | 446  | 665  | 712  | 728  | 752  | 747  | 748  |
|               | 1968 | 1975 | 1982 | 1999 | 2006 | 2011 | 2013 | 2016 | 2017 | 2018 |